# Campeonato de Wimbledon 1953
La edición 67.º del Campeonato de Wimbledon se celebró  entre el 22 de junio y el 3 de julio de 1953 en las pistas del All England Lawn Tennis and Croquet Club de Wimbledon, Londres, Inglaterra.
El cuadro individual masculino lo iniciaron 128 jugadores mientras que el femenino  lo iniciaron 96 tenistas.

## Hechos destacados
En la competición individual masculina se impuso el americano Vic Seixas logrando el único título que obtendría en el torneo al imponerse en la final al danés Kurt Nielsen.
En la competición individual femenina la victoria fue para la estadounidense Maureen Connolly logrando el segundo título que obtendría en Wimbledon al imponerse a  la estadounidense Doris Hart.

## Palmarés
| Seniors              | Vencedor               | Resultado          | Finalista                              | Finalista |
| -------------------- | ---------------------- | ------------------ | -------------------------------------- | --------- |
| Individual masculino | Vic Seixas             | 9–7, 6–3, 6–4      | Kurt Nielsen                           |           |
| Individual femenino  | Maureen Connolly       | 8–6, 7–5           | Doris Hart                             |           |
| Dobles masculino     | Lew Hoad Ken Rosewall  | 6–4, 7–5, 4–6, 7–5 | Rex Hartwig Mervyn Rose                |           |
| Dobles femenino      | Shirley Fry Doris Hart | 6–0, 6–0           | Maureen Connolly Julie Sampson Haywood |           |
| Dobles mixto         | Doris Hart Vic Seixas  | 9–7, 7–5           | Shirley Fry Enrique Morea              |           |

## Cuadros Finales

### Torneo individual  femenino
| Predecesor: 1952                         | Campeonato de Wimbledon 1953 | Sucesor: 1954                                       |
| Predecesor: Torneo de Roland Garros 1953 | Grand Slam 1953              | Sucesor: Campeonato nacional de Estados Unidos 1953 |

- Datos: Q577168